# Golfo de San Jorge (bukt i Spanien)
Golfo de San Jorge är en bukt i Spanien.   Den ligger i regionen Katalonien, i den östra delen av landet, 400 km öster om huvudstaden Madrid.